# Józefina Łapińska
Józefina Łapińska, ps. Jadwiga Ławińska, Katarzyna (ur. 18 września 1900 w Łodzi, zm. 27 lipca 1986 w Konstancinie-Jeziornie) – polska nauczycielka, doktor filologii polskiej, instruktorka harcerska, harcmistrzyni, działaczka na rzecz zdrowia i oświaty dzieci i młodzieży.

## Życiorys
Córka Feliksa i Józefy ze Szczypińskich. W 1914 wstąpiła do I Żeńskiej Drużyny Skautowej (początkowo w Polskiej Organizacji Skautowej) w Łodzi, w której była zastępową, a następnie plutonową. W listopadzie 1916 była delegatką na zjazd zjednoczeniowy organizacji skautowych z terenu Królestwa Polskiego. Objęła III Łódzką Drużynę Żeńską i prowadziła ją do 1919. 
Od 1919 studiowała polonistykę na Uniwersytecie Warszawskim. W Warszawie kontynuowała działalność harcerską, zgłosiła się do pracy w Komendzie Okręgu. Zorganizowała 21 Drużynę im. Emilii Plater przy szkole powszechnej przy ul. Nowolipie, która stała się zalążkiem I Hufca Warszawskiego Żeńskiego. W latach 1920–1924 prowadziła V Hufiec Żeński. W 1920 objęła funkcję komendantki Pogotowia Harcerek. W swoim hufcu stworzyła zespół artystyczny, który wystawiał sztuki teatralne i zapewniał harcerkom utrzymanie. W 1921 otrzymała stopień przodownicy, a w 1922 r. – podharcmistrzyni (po zamianie stopni – harcmistrzyni). Uczestniczyła w kursie instruktorskim w Rydzynie (1921). W 1923 pełniła funkcję zastępczyni komendantki Chorągwi Warszawskiej Harcerek, a w latach 1922–1924 kierowała wydziałem organizacyjnym Głównej Kwatery Żeńskiej. W 1926 współprowadziła obóz dla drużynowych w nowo utworzonej Chorągwi Mazowieckiej. 
W 1924 ukończyła studia i rozpoczęła pracę w szkolnictwie, z powodów zdrowotnych (choroby płuc) kilkakrotnie zmieniała miejsce zatrudnienia. Była m.in. nauczycielką w męskim gimnazjum Towarzystwa Szkół Pracy w Wieleniu nad Notecią i w męskim gimnazjum ukraińskim w Łucku (w roku szkolnym 1926/27). Dobrze pracowała z chłopcami, miała z nimi doskonały kontakt. W swojej pracy stosowała niekonwencjonalne metody – inscenizowała z uczniami przerabiane lektury, rozwijała czytelnictwo, interesowała się warunkami mieszkaniowymi i wyżywieniem swoich uczniów. Za pracę Leonard Sowiński, romantyk uzyskała stopień doktora. W latach 1927–1928 pracowała w Seminarium Nauczycielskim Polskiej Macierzy Szkolnej w Bodzentynie, a następnie do 1929 była kierowniczką gimnazjum prewentoryjnego w „Orlim Gnieździe” w Sromowcach Wyżnych. W 1929 została nauczycielką w Państwowym Seminarium Nauczycielskim w Ostrowcu Świętokrzyskim, a w 1930 podjęła pracę w prywatnym Seminarium Nauczycielskim w Końskich.
W latach 1929–1934 rozwijała żeńskie harcerstwo w nowo powstałej Kielecko-Radomskiej Chorągwi Harcerek ZHP, została jej komendantką. Współpracowała tam z Ewą Grodecką, prowadziła obozy i kursy drużynowych. W latach 1931–1939 komendantka stanicy i Szkoły Instruktorskiej Harcerstwa Żeńskiego na Buczu. Przygotowała i zorganizowała VII Światową Konferencję Skautek na Buczu (1932). 
Jej działalność harcerska była wspierana przez szkolnictwo – Kuratorium Okręgu Szkolnego Śląskiego zatrudniło ją w Bielsku w tamtejszym gimnazjum z językiem nauczania niemieckim, i jednocześnie udzielało odnawianego co roku urlopu płatnego na pracę harcerską. W ramach współpracy szkolnictwa i harcerstwa Józefina Łapińska kształciła na Buczu nauczycielki z terenu województwa śląskiego, organizowała 4–5-miesięczne turnusy dla dzieci z rodzin bezrobotnych z Górnego Śląska i 3–4 miesięczne turnusy lecznicze dla dzieci zagrożonych gruźlicą. Harcerki i instruktorki z Bucza współpracowały z miejscową ludnością, prowadziły w sąsiednich miejscowościach drużyny harcerskie i gromady zuchowe (Hufiec Buczański). Utworzono Szkołę Rolniczą (Szkoła Przysposobienia Gospodyń Wiejskich), zakładano przedszkola dla wiejskich dzieci. Bucze stało się ważnym miejscem dla polskiego harcerstwa żeńskiego. 
Kiedy podupadła na zdrowiu, konieczna stała się operacja lewego płuca, którą przeprowadzono w Szwajcarii. Józefina Łapińska zwiedziła sanatoria i prewentoria w Austrii, Belgii, Danii, Francji, Szwajcarii i Szwecji, zbierając informacje o organizacji ich pracy, sposobach leczenia i nauczania przebywających tam dzieci i młodzieży. Z jej inspiracji Organizacja Harcerek brała udział w prowadzonej w latach 30. akcji walki z gruźlicą wśród najmłodszych. Pod jej kierownictwem powstały placówki leczniczo-wychowawcze, prowadzone przez instruktorki harcerskie: Prewentorium Dziecięce w Ośrodku Harcerstwa Żeńskiego na Buczu, Prewentorium „Gniazdo Tatrzańskie” w Kościelisku, Zakład Leczniczo-Wychowawczy im. Ignacego Manteuffla w Rabsztynie koło Olkusza, Prewentorium w Jaworzu i zakład w Porąbce nad Sołą. 
Józefina Łapińska była członkinią Głównej Kwatery Harcerek ZHP, w latach 1931–1936 członkinią Naczelnej Rady Harcerek. Reprezentowała ZHP w międzynarodowym ruchu skautowym. 
W 1938 powołana na stanowisko komendantki Pogotowia Harcerek, kierującej pracą konspiracyjną harcerstwa żeńskiego – pełniła tę funkcję przez całą okupację aż do marca 1945. Jednocześnie w Komendzie Pogotowia Harcerek, pełniącej w czasie wojny rolę Głównej Komendy Harcerek, kierowała działem opieki nad dzieckiem, a od 1941 również działem służby sanitarnej. Przyczyniła się do utworzenia 15 szpitali oraz trzech punktów zbiorczych dla dzieci (m.in. w Inowrocławiu i Starogardzie), które utraciły kontakt ze swoimi rodzinami. Po kapitulacji stolicy 28 września 1939 nadal zajmowała się dziećmi, których rodziców nie udało się odnaleźć. Zorganizowała w Warszawie zakład dla dzieci okaleczonych przez wojnę, działający pod szyldem Polskiego Czerwonego Krzyża w budynku prywatnej szkoły im. Cecylii Plater-Zyberkówny, a prowadzony przez instruktorki i starsze harcerki. Również pod egidą PCK oraz Rady Głównej Opiekuńczej zorganizowała cztery prewentoria i sanatorium przeciwgruźlicze (zakład w Rycicach prowadzony przez hm. Jadwigę Orłowiczównę). W 1940 zorganizowała trzymiesięczne kolonie letnie PCK dla setki dzieci, w tym samym roku weszła w skład sekcji rodzin wojskowych RGO, gdzie kierowała działem opieki nad dziećmi i zorganizowała cztery internaty dla około 400 chłopców i dziewcząt. Dla matek z małymi dziećmi zorganizowała Dom Dziecięcy „Anusia” w Warszawie i Skolimowie, prowadzony przez hm. Wiktorię Dewitzową. W 1943 w porozumieniu z wydziałem zdrowia i opieki społecznej Zarządu m. Warszawy powołała przy sześciu ośrodkach zdrowia i opieki społecznej tzw. ogniska prewentoryjne. Kiedy władze okupacyjne zlikwidowały placówki lecznicze dla polskich dzieci, Pogotowie Harcerek swoją działalność leczniczą kontynuowało pod kryptonimem „Domów Dziecięcych”. 
Była przedstawicielką harcerstwa w Radzie Głównej Społecznej Organizacji Przysposobienia Wojskowego Kobiet. W 1943 r. uniknęła aresztowania i ukrywała się przez pewien czas, używając nazwiska „Jadwiga Ławińska”. 
Brała udział w tajnym nauczaniu (tajne komplety) w Gimnazjum i Liceum im. Stefana Batorego.
W czasie powstania warszawskiego kierowała Komendą Pogotowia Harcerek. Podległe jej harcerki prowadziły akcję opieki zdrowotnej nad niemowlętami i zorganizowały punkt zbiorczy dla zagubionych dzieci. Po upadku powstania znalazła się razem z dziećmi, którymi się opiekowała, w obozie przejściowym w Pruszkowie. Po uwolnieniu z obozu wyjechała do Krakowa, gdzie działała w Komitecie Opieki Społecznej jako naczelnik wydziału opieki nad dziećmi. Zajęła się ratowaniem dzieci przywiezionych z Warszawy, tworząc dla nich kilka zakładów pod Krakowem i na Podhalu. W lipcu 1945 rozwiązała Pogotowie Harcerek.
Po wojnie w 1946 roku była jedną ze współzałożycieli, wraz z prof. Stefanem Szumanem, Towarzystwa Prewentoriów i Domów Dziecięcych. W 1947 przeniosła się z Krakowa do Konstancina, pracowała w Instytucie Higieny Psychicznej jako kierowniczka Działu Organizacji i Planowania, a następnie jako adiunkt w Oddziale Szkolenia i Oświaty Sanitarnej Instytutu Gruźlicy. Organizowała szkolenia personelu medycznego, podejmowała wiele działań na rzecz opieki nad dziećmi. Nie wróciła już do działalności w harcerstwie, zajmowała się zbieraniem materiałów historycznych o Organizacji Harcerek i swojej chorągwi. W 80. rocznicę urodzin w domu w Konstancinie odbył się zlot jej współpracowniczek ze Szkoły Instruktorskiej na Buczu.
Autorka m.in. Harcerka na zwiadach i opracowań dotyczących udziału harcerek w walce z okupantem.
Została pochowana 31 lipca 1986 na Cmentarzu Bródnowskim w Warszawie (kwatera 52A-4-4).
Jest bohaterką 23 Warszawskiej Drużyny Harcerek w Szczepie 23 Warszawskich Drużyn Harcerskich i Zuchowych „Pomarańczarnia”.

## Ordery i odznaczenia
- Złoty Krzyż Zasługi (19 marca 1931)[6]
- Medal 10-lecia Polski Ludowej (13 stycznia 1955)[7]